# Ernst Biberstein
Ernst Emil Heinrich Biberstein (født 5. januar 1899, død 8. december 1986) var en tysk SS-Sturmbannführer, medlem af SD og chef for Einsatzkommando 6.
Han sluttede sig til nazistpartiet NSDAP i 1926 og SS den 13. september 1936 (medlemsnummer 272.692). Fra marts til oktober 1940 gjorde han tjeneste som soldat. I 1941 ændrede han navn fra Szymanowski til Biberstein. Efter mordet på Reinhard Heydrich blev han tildelt kommandoen over Einsatzgruppen C i juni 1942.
Biberstein blev anklaget ved Einsatzgruppenprocessen under Nürnbergprocessen. Retssagen begyndte i september 1947 og sluttede den 9. april 1948. Han nægtede sig skyldig i alle anklager. Einsatzkommando 6 var tiltalt for at have gennemført omkring 2-3.000 henrettelser.
Biberstein var bl.a. til stede ved henrettelser, hvor ofrene blev tvunget til at ligge på knæ på kanten af en grav og derefter blive skudt med maskinpistol.
Han blev kendt skyldig og dømt til døden ved hængning, som senere blev ændret til livsvarigt fængsel i 1951. Han blev løsladt i 1958 og døde i 1986 i Neumünster.